# Will Lawther

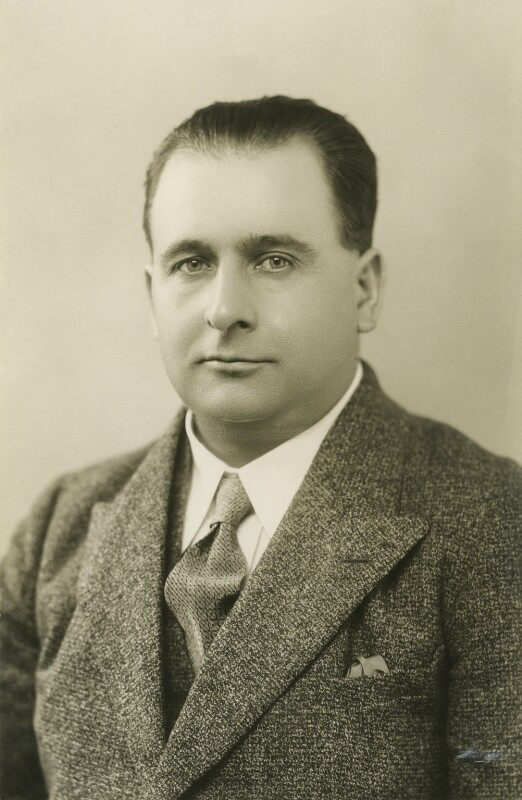
Will Lawther (1931)

William 'Will' Lawther (* 20. Mai 1889 in Choppinton, Northumberland; † 1. Februar 1976) war ein britischer Gewerkschafter und Politiker (Labour Party).

## Leben und Tätigkeit
Lawther stammte aus einer Bergarbeiterfamilie. Er wuchs in dem Dorf Choppington in Northumberland auf. Später zog die Familie nach Barrington (1898), Westerhope (1904) und schließlich nach Chopwell (1905).
Lawther wurde selbst in jungen Jahren Bergarbeiter in Chopwell. 1909 übernahm er erstmals eine gewerkschaftliche Funktion als Sekretär der ILP in Chopwell. Später siedelte er nach South View Highfield über, wo er als Checkweightman in der Kohlengrube Victoria Garesfeld arbeitete. Von 1911 bis 1912 wurde er am Central Labour College marxistisch geschult. Zu dieser Zeit wurde George Davidson sein Mentor.
In den folgenden Jahren machte er sich einen Namen als ein Mitglied der Durham Miners’ Forward Movement und als ein Anführer der National Left Wing Movement, die darauf abzielte das sozialistische Profil der Labour Party zu intensivieren.
Bei der britischen Parlamentswahl des Jahres 1929 wurde Lawther als Kandidat der Labour Party für den Wahlkreis Barnard Castle ins House of Commons, das britische Parlament, gewählt, dem er bis zur Wahl des Jahres 1931, in der er seinen Sitz an den Konservativen Cuthbert Headlam verlor, als Abgeordneter angehörte.
Von 1934 bis 1939 amtierte Lawther als Vizepräsident und dann von 1939 bis 1945 als Präsident der britischen Bergarbeitergewerkschaft (Miners'Federation of Great Britain, MFGB). Anschließend amtierte er von 1945 bis 1945 als Präsident der National Union of Mineworkers (NUM) der Nachfolgeorganisation der MFGB.
In den 1930er-Jahren war Lawther als Vorsitzender des Britischen Nationalkomitees der Freunde Sowjetrusslands (British National Committee of the Friends of Soviet Russia) sowie als Organisator einer Hilfsinitiative der britischen Arbeiterschaft zugunsten der republikanischen Seite im Spanischen Bürgerkrieg – in dem einer seiner Brüder als Angehöriger der Interbrigaden ums Leben kam – eine prominente Figur der europäischen Linken.
Ende der 1930er Jahre geriet Lawther aufgrund seines Engagements im Spanischen Bürgerkrieg in das Visier der Polizeiorgane des nationalsozialistischen Deutschlands: Im Frühjahr 1940 setzte das Reichssicherheitshauptamt in Berlin ihn auf die Sonderfahndungsliste G.B., ein Verzeichnis von Personen, die im Falle einer erfolgreichen deutschen Invasion Großbritanniens durch die Sonderkommandos der SS-Einsatzgruppen mit besonderer Priorität ausfindig gemacht und verhaftet werden sollten.
1949 bekleidete Lawther ein Jahr lang das Amt des Präsidenten des britischen Gewerkschaftskongresses.